# Semana de la Independencia 2013
La Semana de la Independencia 2013 se realizó en el Balneario Río Claro en la ciudad de Talca, entre el 12 y el 17 de febrero. Fue animada por Eduardo Fuentes
Esta IV versión convocó a más de 400.000 personas en todos sus días de presentaciones musicales encabezada por números internacionales y nacionales como Luis Fonsi, Yuri, DJ Méndez, Los Pericos, Américo, La Sociedad, Andrés de León, Francisca Valenzuela, Jordán, La Otra Fe, Germaín de la Fuente, entre otros; a lo que se suma una apuesta por el humor con El Profesor Rossa y Don Carter, y el Huaso Filomeno.

## Programación[2]

### Día 1 (13 de febrero)
- Francisca Valenzuela
- Nicolas Álamo
- Profesor Rossa
- Luis Fonsi

### Día 2 (14 de febrero)
- Andrés de León
- DJ Méndez
- La otra Fe
- Yuri

### Día 3 (15 de febrero)
- Los Charros de Lumaco
- Valentina Chávez
- Huaso Filomeno
- Camila Silva
- La Sociedad

### Día 4 (16 de febrero)
- Jordan
- Germaín de la Fuente
- Carolina Meneses
- Los Pericos

### Día 5 (17 de febrero)
- Los Viking's 5
- Américo
- Fulanito